# Knøsen (Dronninglund Sogn)
 For alternative betydninger, se Knøsen. (Se også artikler, som begynder med Knøsen)
Knøsen er et højdepunkt i Dronninglund Storskov ved Dronninglund. Bakken er en del af Jyske Ås og med sine 136 meter er den det højeste punkt på åsen og dermed det højeste punkt i Vendsyssel. Knøsen er en bronzealderhøj og stammer fra ca. 1000 f.Kr.

## Knøsen og Knaghøj
Cirka 35 meter øst for Knøsen ligger et lidt lavere højdepunkt, som hedder Knaghøj. Selvom navnene ligger fast i dag, hersker der nogen tvivl om, hvilken høj, der oprindeligt hed hvad. Et gammelt kort fra 1882 kalder nemlig vore dages Knøs for Knaghøj. En almindelig teori er at Geodætisk Institut kludrede i det, da de senere kortlagde Dronninglund Storskov.
Et sagn fortæller om en herremand Knar og hans svend Knøs. Når de var ude på åsen for at se landskabet, stod herremanden på den højeste bakke, derfor måtte Knøs nøjes med den laveste. Ifølge dette sagn er Knøsen altså den lave af bakkerne.